# Діана та її німфи
Діана та її німфи (нід. Diana en haar Nimfen) — картина, що датується приблизно 1654-1655 рр., була написана нідерландським художником Яном Вермером олією, на полотні висотою 97,5 см та шириною близько 105 см. В лівому нижньому куті полотна, є ледь помітний підпис художника — "J.v. Meer". Робота зберігається в музеї Мауріцгейса в місті Гаага. 
Хоча точний рік написання картини невідомий, картина може бути найдавнішою роботою художника, що збереглася донині. Деякі історики мистецтва розміщують її перед Христом у Домі Марти та Марії, а деякі після.
Урочистий настрій картини незвичний для сцени із зображенням богині Діани, а німфа, що миє ноги центральній фігурі, привернула увагу критиків та істориків як своєю діяльністю, так і сучасним одягом. Замість того, щоб прямо ілюструвати один із драматичних моментів у відомих епізодах з міфів про Діану, сцена показує жінку та її супроводжуючих біля її туалету. Тема жінки в приватний, роздумний момент посилюється на картинах Вермера в його кар'єрі.
Історія картини до середини 19 ст. залишається невідомою. Вона не була широко прийнята як одна з вермерівських до початку 20 століття, коли було помічено її подібність з Марією та Мартою. 
На картині зображена грецька та римська богиня Діана («Артеміда» у Стародавній Греції) з чотирма її супутниками. На ній вільна облягаюча жовта сукня з шкіряним поясом, а на голові діадема із символом півмісяця. В той час, як вона сидить на скелі — німфа обмиває їй ліву ногу. Інша, що знаходиться позаду Діани, сидить з частково оголеною спиною до глядача (найбільша частина оголеної шкіри, яку Вермер показує на будь-якій з його діючих картин). Третя німфа, що сидить ліворуч від Діани, оглядає власну ліву ногу, тримаючи її правою рукою. Четверта стоїть ззаду, дещо відокремившись від решти, та дивиться на них і, власне, глядача під кутом, опустивши очі, тримаючи кулаки перед собою.  На картині також зображена собака, що сидить у нижньому лівому куті біля Діани, спиною до глядача, повернувшись обличчям до богині та супроводжуючи рухи німфи своїм поглядом.

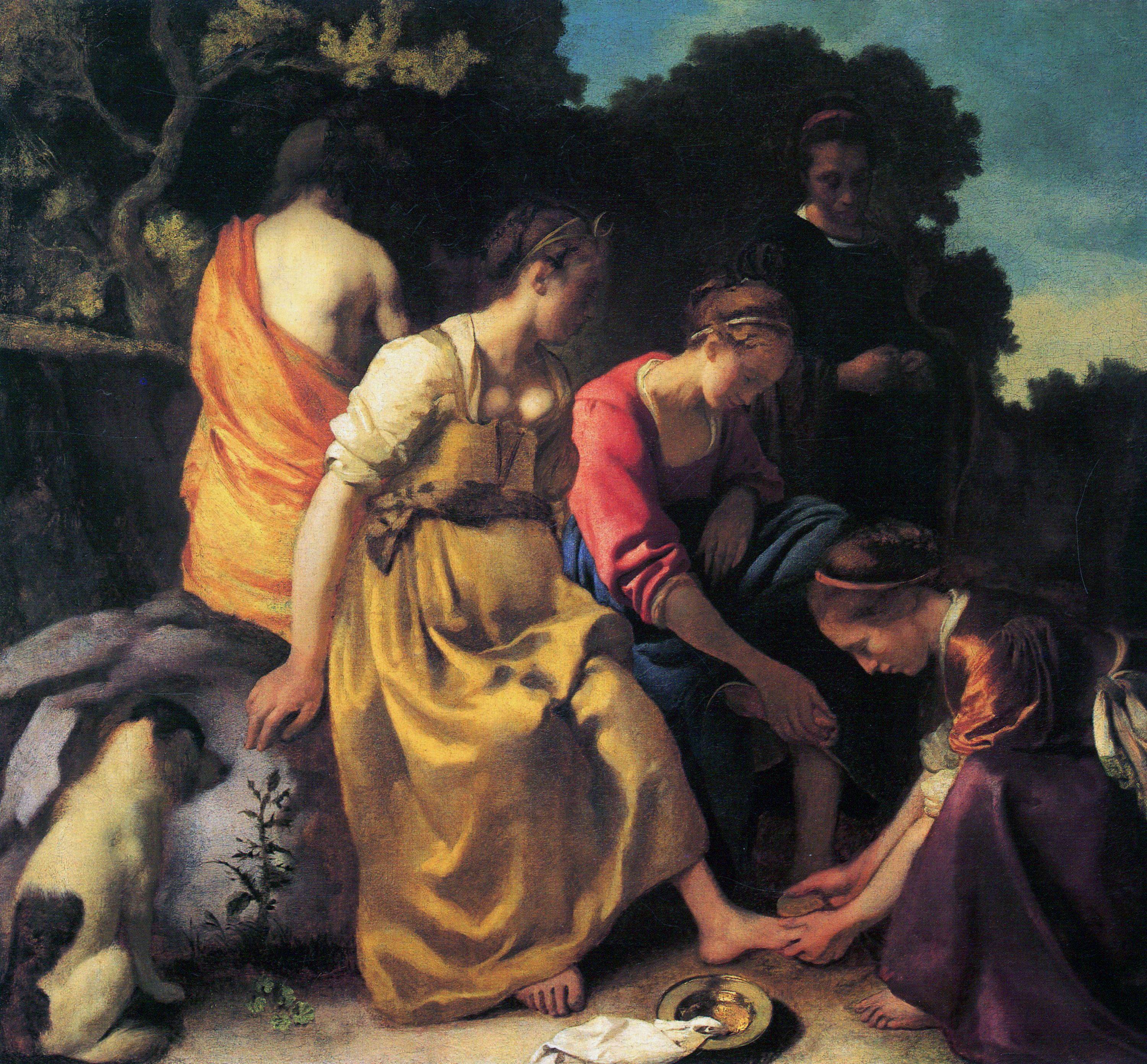
Картина з додаванням синього неба

За винятком жінки, обличчя якої повністю відвернуте від глядача, усі інші обличчя на картині тією чи іншою мірою перебувають у тіні, включаючи собаку. Жодна з жінок не дивиться одна на одну, кожна, здавалося би, поглинена власними думками, що сприяє урочистому настрою твору.
У 1999—2000 роках, коли картина проходила реставраційні роботи та була очищена, було виявлено, що в 19 столітті була додана ділянка блакитного неба у верхньому правому куті. Численні репродукції до того часу включали синє небо. Реставратори покрили ділянку листям, щоб наблизити оригінальне зображення. Полотно також було оброблено, особливо праворуч, де близько 15 см було видалено. Описи сцени, що перебуває на «лісовій галявині» або «біля узлісся» можуть сильно покладатися на ділянку неба, помилково вважається оригінальним для картини, хоча світло без тіні падає на сцену з зверху та ліворуч, праворуч від глядача утворюються короткі тіні. На спостереження, що сцена, здавалося, відбувалася в «сутінках», можливо, вплинуло світліше, але темніючий промінь неба,різко контрастував із темною масою листя на задньому плані картини, разом із тінями на всіх видимі обличчя.
Картина підписана внизу ліворуч, на скелі між будяком та собакою.
Також цікаво, що Вермер спершу окреслив композицію темно-коричневим пензлем. Це просвічується у деяких місцях, як, наприклад, пентименти у спідниці жінки, що миє ногу Діані. Ручки пензля художника подряпали шерсть на вусі собаки. Фарба втрачена у вертикальних лініях ліворуч від центру картини.

## Посилання на інші твори

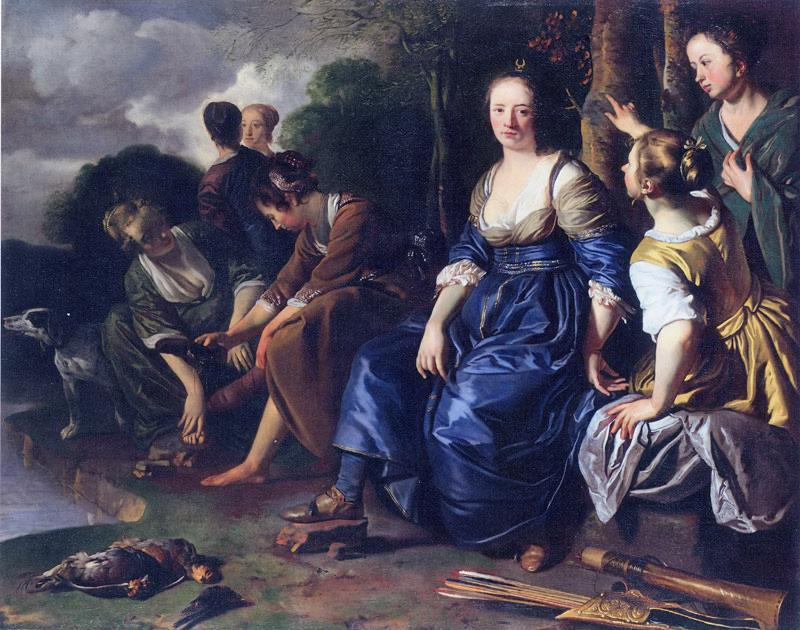
Джейкоб ван Лу, Діана та її німфи 1648.

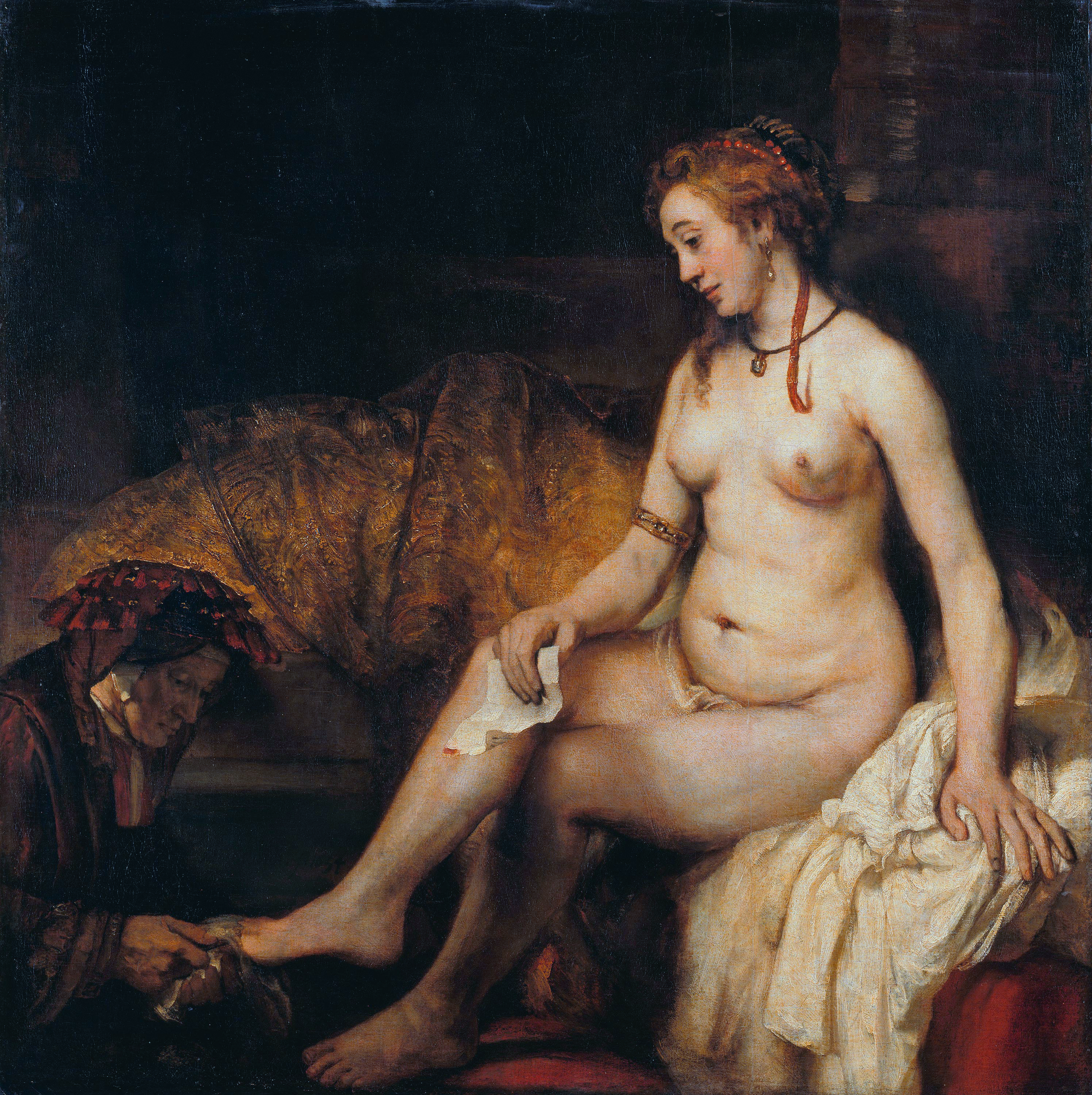
Ветсавія Рембрандта біля її ванни

## Критичний коментар

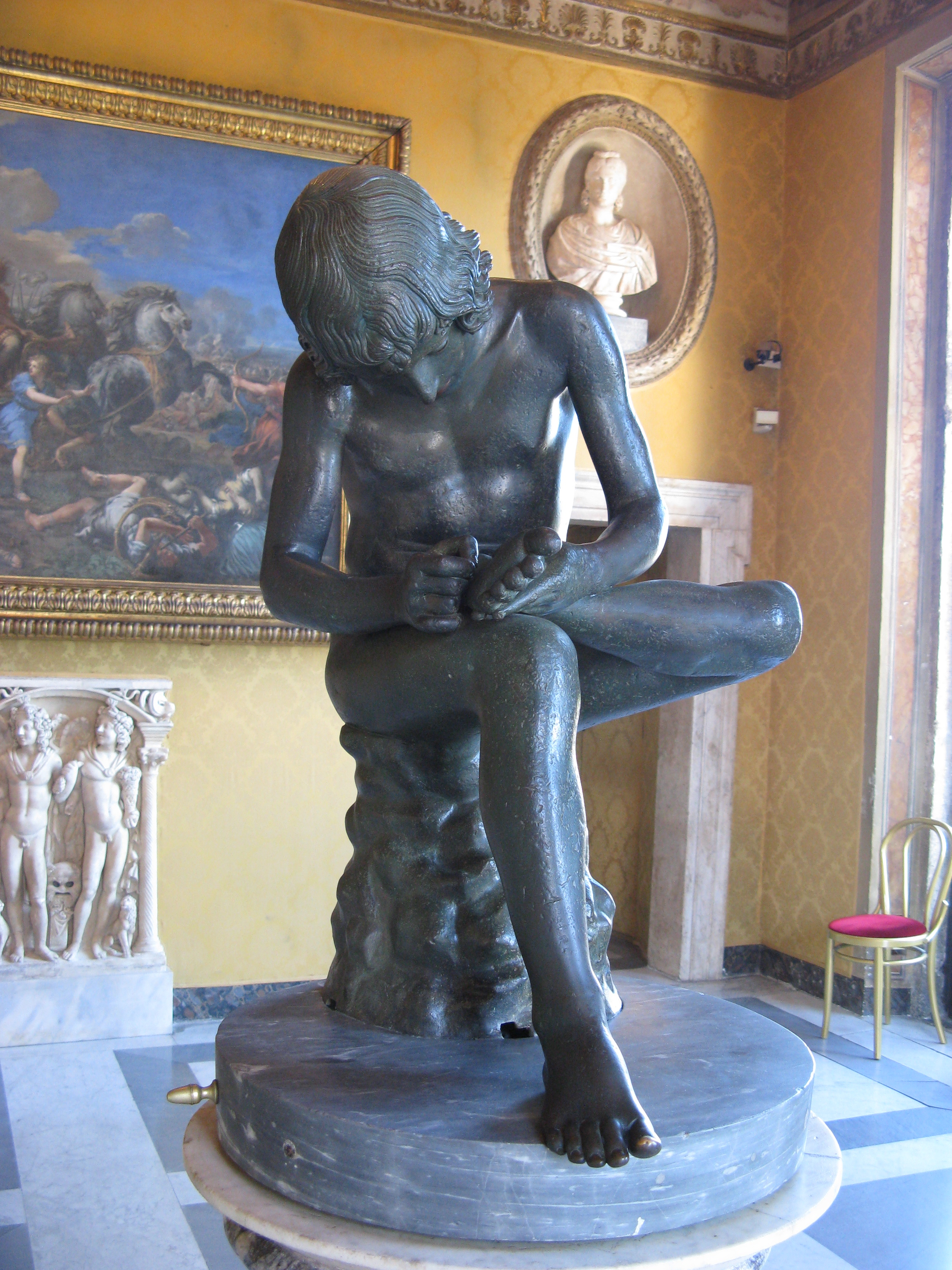
Спінаріо